# Reiten im Walde
In Deutschland bezeichnet Reiten im Walde einen Beschluss des Bundesverfassungsgerichts vom 6. Juni 1989. In diesem konkretisierte das Gericht die Reichweite des Rechts auf allgemeine Handlungsfreiheit sowie die eigene Prüfungskompetenz bei Verfassungsbeschwerden.

## Sachverhalt
Der Kläger, Vorsitzender eines Reitvereins, klagte zunächst vor dem Verwaltungsgericht Aachen gegen die Sperrung zahlreicher Feld- und Waldwege für Reiter. Das Verwaltungsgericht wies die Klage wegen fehlender Klagebefugnis als unzulässig ab, weil der Kläger kein subjektives Recht auf Benutzung der Feld- und Waldwege als Reiter habe.
Nachdem der Kläger Berufung einlegte, änderte sich die Rechtslage durch eine Novelle des Landschaftsgesetzes des Landes Nordrhein-Westfalen. Das Reiten war nun grundsätzlich nur noch auf Feld- und Reitwegen, nicht aber auf sonstigen Waldwegen gestattet, zudem mussten Reiter ein amtliches Kennzeichen an ihrem Pferd anbringen und hierfür eine Gebühr, ähnlich der Kfz-Steuer, entrichten. Aus diesem Grund beantragte der Kläger nunmehr, im Rahmen der Feststellungsklage festzustellen, dass er die betreffenden Wege als Reiter benutzen dürfe, hilfsweise die Stadt Aachen zur Ausschilderung eines Reitwegenetzes zu verpflichten.
Das Oberverwaltungsgericht Nordrhein-Westfalen wies den Hauptantrag als unbegründet ab, den Hilfsantrag erklärte das Gericht bereits als unzulässige Klageänderung. Die Revision vor dem Bundesverwaltungsgericht, mit dem der Kläger einen Verstoß gegen das Bundeswaldgesetz rügte, blieb ebenfalls ohne Erfolg. Zwar erlaube das Bundeswaldgesetz grundsätzlich das Reiten im Walde, dies binde den Landesgesetzgeber aber nur dahingehend, dass er das Reiten im Walde nicht komplett verbieten dürfe. Das Landesrecht verstoße hiergegen nicht, da es das Reiten im Walde auf Reitwegen ausdrücklich erlaubt.
Mit seiner Verfassungsbeschwerde rügte der Kläger Einschränkungen verschiedener Grundrechte. Insbesondere rügte er, dass die Kennzeichenpflicht sowie die Pflicht zur Entrichtung einer Abgabe für seine Pferde einen Verstoß gegen die freie Entfaltung der Persönlichkeit darstelle. Das Landesrecht sei zudem wegen Verstoßes gegen höherrangiges Bundesrecht verfassungswidrig. Zum einen verstoße das Landesrecht gegen das Bundeswaldgesetz, indem es das grundsätzlich durch Bundesrecht zugelassene Reiten im Walde ausdrücklich verbiete, zum anderen verstoße das Gesetz auch gegen die Straßenverkehrs-Zulassungs-Ordnung, indem es amtliche Kennzeichen für Pferde vorschreibt, obwohl die StVZO dies nur für Kraftfahrzeuge vorsieht. Durch das Verbot des Reitens im Walde werde er zudem in seiner grundgesetzlich geschützten Freizügigkeit im Bundesgebiet eingeschränkt; dies stelle auch ein faktisches Berufsverbot dar, weil er faktisch nicht als Reiter tätig werden dürfe. Dadurch sei auch das Recht auf Eigentum verletzt.

## Zusammenfassung der Entscheidung
Der Erste Senat des Bundesverfassungsgerichts erklärte die Verfassungsbeschwerde größtenteils für unzulässig, den Rest aber jedenfalls für unbegründet.
Dabei erklärte das Gericht zunächst, dass die Handlungsfreiheit aus Art. 2 Abs. 1 GG jedes Handeln eines Menschen schlechthin unter dem umfassenden Schutz der Grundrechte stellt, mithin auch das Reiten im Walde. Allerdings ist die Handlungsfreiheit insoweit eingeschränkt, als dass dies die verfassungsmäßige Ordnung gebietet, abgesehen vom Kernbereich privater Lebensgestaltung, der sich einer Einwirkung durch die öffentliche Gewalt komplett entzieht. Mit einer auf Art. 2 Abs. 1 GG gestützten Verfassungsbeschwerde kann demnach geprüft werden, ob ein Gesetz, das die Handlungsfreiheit einschränkt, zur verfassungsmäßigen Ordnung gehört, also formell und materiell mit den Normen der Verfassung in Einklang steht.
Demnach ist nicht nur zu prüfen, ob das Gesetz in materieller Hinsicht verfassungskonform ist, insbesondere ob das Gesetz dem Verhältnismäßigkeitsprinzip entspricht und bei nachträglicher Einschränkung der Handlungsfreiheit der Vertrauensschutz gewahrt ist, sondern auch, ob es formell rechtmäßig erlassen wurde. Im Falle von Landesrecht gehört dazu auch die Prüfung nach Art. 31 GG, ob Landesrecht inhaltlich mit Bundesrecht bzw. mit Bundesrahmenrecht vereinbar ist. Hierbei ist das Bundesverfassungsgericht aber nicht an die Auslegung des Bundesrechts durch die Fachgerichte gebunden, weil dies zu unzumutbaren Einschränkungen der Grundrechte führen würde, wenn ein Gericht in zwei Fällen Bundesrecht unterschiedlich auslegt. Vielmehr kann das Bundesverfassungsgericht eigenständig die Vereinbarkeit von Landesrecht mit Bundesrecht beurteilen.
Gemessen an diesem Maßstab ist die einzig zur Verfassungsbeschwerde zugelassene Regelung, nämlich das grundsätzliche Verbot des Reitens im Walde außerhalb von Reitwegen, mit der Verfassung vereinbar. Beim Reiten handelt es sich nicht um den Kernbereich privater Lebensgestaltung, sodass eine Einschränkung dieses Rechts grundsätzlich zulässig ist. Das Landesrecht verstößt auch nicht gegen Bundesrecht, denn die erwähnte Norm des Bundeswaldgesetzes, die das Reiten im Walde für zulässig erklärt, entfaltet bereits keine Außenwirkung, es handelt sich vielmehr um eine Rahmennorm, die ausschließlich den Landesgesetzgeber dazu verpflichtet, eigenständige Regelungen zum Reiten im Walde zu erlassen. Die Regelung ist auch materiell zulässig, da die vom Gesetzgeber beabsichtigte Trennung von Fußgängern und Reitern im Wald, die ersichtlich auf eine Vermeidung von Gefahren durch Reiter gerichtet ist, eine zulässige Einschränkung der Handlungsfreiheit darstellt. Die Regelung sei auch ausreichend bestimmt, da die zugelassenen Reitwege von der zuständigen Behörde erlassen werden. Es handelt sich auch nicht um eine nachträgliche Einschränkung der Grundrechte, da das Reiten im Walde insgesamt nur fünf Jahre lang erlaubt war und ersichtlich als Übergangsregelung erlassen wurde, sodass sich Reiter hier nicht auf Vertrauensschutz berufen können. 
Einer der Richter des Ersten Senats, Dieter Grimm, gab ein Sondervotum ab. 
Er sah das Reiten im Walde nicht durch die allgemeine Handlungsfreiheit geschützt.

## Folgen des Urteils
Mit dem Urteil weitete das Bundesverfassungsgericht die Reichweite der allgemeinen Handlungsfreiheit erheblich aus und machte so das Recht auf allgemeine Handlungsfreiheit zu einem Auffanggrundrecht; es kann zum Einsatz kommen, wenn auf einen bestimmten Fall kein anderes Grundrecht einschlägig ist. 